# Gosu (manhwa)
Gosu (en coreano: 고수, romanizado: Gosu), es un manhwa surcoreano publicado como webtoon escrito por Giun Ryu e ilustrado por Mun Jeong Hoo. Se ha serializado en la plataforma de webtoons de Naver Corporation, Naver Webtoon, desde septiembre de 2015 con los capítulos individuales recopilados y publicados en once volúmenes a partir de febrero de 2023. Gosu recibió una traducción oficial al inglés de Line Webtoon a partir de 2015. Gosu es una secuela del manhwa Yongbi Bulpae (Yongbi el Invencible), que fue serializado de 1998 a 2002. Una adaptación japonesa-surcoreana al anime de Toei Animation y Studio N ha sido anunciada.

## Contenido de la obra

### Manhwa
Giun Ryu y Mun Jeong Hoo lanzaron el cómic en Naver en 2015 y finalizaron la serie el 23 de febrero. El webtoon también está disponible en inglés, chino y japonés, y ha obtenido 1.400 millones de visitas.
Gosu es una secuela del manhwa Yongbi Bulpae (Yongbi el Invencible), que fue serializado de 1998 a 2002. Yongbi Bulpae Oejeon (Yongbi the Invencible: Una historia paralela), una historia paralela de Yongbi se serializó desde 2006 hasta 2013.
se evaluó como el mejor trabajo de artes marciales en Naver Webtoon. El 18 de diciembre de 2019, el Webtoon regresó después de un año de pausa debido a problemas de salud del escritor. Basado en la amplia visión del mundo, el webtoon atrajo la atención al mostrar dibujos de alta calidad y una historia bien organizada en todo momento. No solo fue popular entre los lectores masculinos de 30 y 40 años que prefieren el género de las artes marciales, sino que también recibió una gran respuesta de los lectores de 10 y 20 años, manteniendo el primer puesto en el webtoon de la semana a lo largo de la serie.

#### Lista de volúmenes
| Volúmenes de manhwa publicados | Volúmenes de manhwa publicados | Volúmenes de manhwa publicados |
| Número                         | Fecha de lanzamiento           | ISBN                           |
| ------------------------------ | ------------------------------ | ------------------------------ |
| 1                              | 25 de septiembre de 2022       | ISBN 979-1-16-927883-6         |
| 2                              | 25 de septiembre de 2022       | ISBN 979-1-16-927884-3         |
| 3                              | 25 de septiembre de 2022       | ISBN 979-1-16-927885-0         |
| 4                              | 25 de septiembre de 2022       | ISBN 979-1-16-927886-7         |
| 5                              | 25 de septiembre de 2022       | ISBN 979-1-16-927887-4         |
| 6                              | 25 de septiembre de 2022       | ISBN 979-1-16-927888-1         |
| 7                              | 25 de diciembre de 2022        | ISBN 979-1-16-947364-4         |
| 8                              | 25 de diciembre de 2022        | ISBN 979-1-16-947365-1         |
| 9                              | 25 de enero de 2023            | ISBN 979-1-16-947756-7         |
| 10                             | 25 de abril de 2023            | ISBN 979-1-16-947757-4         |
| 11                             | 25 de abril de 2023            | ISBN 979-1-14-110320-0         |
| 12                             | 23 de junio de 2023            | ISBN 979-1-14-111093-2         |
| 13                             | 23 de julio de 2023            | ISBN 979-1-14-111318-6         |
| 14                             | 25 de septiembre de 2023       | ISBN 979-1-14-111319-3         |
| 15                             | 25 de febrero de 2024          | ISBN 979-1-14-111629-3         |

### Videojuego
Gosu, que se considera una obra maestra de acción de artes marciales en Naver Webtoon, se desarrolló como un juego para dispositivos móviles. El juego para móviles se basa en Unreal Engine y afirma ser un juego de rol estratégico por turnos. Naver Webtoon anunció que está aceptando reservas anticipadas para el juego móvil Gosu: Absolute Supreme. El juego es el segundo juego autoeditado por Studio Rico, una subsidiaria de Naver Webtoon, después de Yumi's Cells The Puzzle. El 29 de marzo de 2023, Naver Webtoon lanzó oficialmente el juego.

### Anime
Una adaptación japonesa-surcoreana al anime de Toei Animation y Studio N ha sido anunciada.

## Recepción
El webtoon ganó el Premio Presidencial en la categoría de dibujos animados en los Premios de Contenido de Corea de 2016 y fue elogiado como una obra monumental que dejó una huella en las artes marciales tradicionales coreanas.